# Weiten
Pour les articles homonymes, voir Weiten (homonymie).
Weiten est une commune autrichienne du district de Melk en Basse-Autriche.